# Вукашин Јовановић
Вукашин Јовановић (Београд, 17. мај 1996) је српски фудбалер који игра на позицији штопера. Тренутно наступа за  Чукарички.

## Каријера
Јовановић је прошао млађе категорије Црвене звезде а за први тим је дебитовао код тренера Ненада Лалатовића на мечу одиграном 9. августа 2014. године. Звезда је играла у 1. колу Суперлиге против Радничког из Ниша а Јовановић је ушао у игру у 90. минуту. Неколико дана после тога потписао је свој први професионални уговор у трајању од четири године. У сезони 2014/15. одиграо је 13 лигашких утакмица, да би током јесењег дела сезоне 2015/16. био један од стандарднијих првотимаца, забележивши 19 наступа у Суперлиги Србије.
У фебруару 2016. потписао је уговор на 4,5 године са Зенитом из Санкт Петербурга. У Русији је играо за другу екипу Зенита. У јануару 2017. одлази на позајмицу у француски Бордо. У Бордоу је до краја сезоне 2016/17. наступио на осам утакмица у француској Првој лиги. У јулу 2017. раскинуо је уговор са Зенитом и постао члан Бордоа са којим је потписао уговор до 2021. године. Током првог дела сезоне 2017/18. одиграо је 16 првенствених утакмица за Бордо, да би крајем јануара 2018. отишао на позајмицу у шпанског прволигаша Ејбар до краја сезоне. Ипак, у дресу шпанског клуба није одиграо ни минут. Након завршетка сезоне 2017/18. вратио се у Бордо. Напустио је Бордо по истеку уговора на крају сезоне 2020/21. У завршници летњег прелазног рока 2021. године потписао је двогодишњи уговор са Аполоном из Лимасола. У јуну 2023. потписао је уговор са екипом Чукаричког.

## Репрезентација
Јовановић је играо за млађе селекције репрезентације Србије. Са репрезентацијом до 19 година је учествовао на Европском првенству 2014. године у Мађарској, где је играо на све четири утакмице свог тима на турниру. Наредне 2015. године је са репрезентацијом до 20 година постао првак света на Светском првенству до 20 година на Новом Зеланду.
У мају 2017 године, селектор репрезентације Србије до 21. године Ненад Лалатовић је уврстио Јовановића на коначни списак играча за Европско првенство 2017. године у Пољској. Србија је такмичење завршила већ у групној фази након што је из три меча имала два пораза и један нерешен резултат, а Јовановић је у све три утакмице одиграо по 90. минута.
Две године касније Јовановић је добио поново прилику да игра на ЕП за младе, након што га је селектор Горан Ђоровић уврстио на коначни списак играча за Европско првенство 2019. године у Италији и Сан Марину. Јовановић је на првој утакмици против Аустрије добио директан црвени картон након што је грубим стартом поломио ногу аустријском репрезентативцу Ханесу Волфу. Након тог меча Јовановић више није играо на првенству, а Србија је завршила на последњем месту у групи након што је у сва три меча поражена.